# Deathrow
Deathrow was een Duitse Thrashmetalband. De band was een van de belangrijkste vertegenwoordigers van de Duitse thrashmetalbeweging ("Teutonen-Thrash") van de jaren 80.

## Bandgeschiedenis
Oorspronkelijk werd de band in 1984 in Düsseldorf als Samhain opgericht door Milo, Thomas Priebe, Sven Flügge en Markus Hahn. De vier muzikanten, tussen de zeventien en twintig jaar oud, kwamen in contact door advertenties in verschillende muziektijdschriften. In 1985 nam het viertal zijn eerste demo op, genaamd The Lord of the Dead, en in 1986 volgde Eternal Death, welke de band in een professionele opnamestudie opnam. Uiteindelijk wisten ze door bemiddeling van Mille Petrozza (Kreator) een platencontract te bemachtigen bij het Duitse onafhankelijke platenlabel Noise Records. De uitgave van het debuutalbum zorgde voor moeilijkheden. De band moest zich op aandringen van de platenmaatschappij hernoemen tot Deathrow, omdat Glenn Danzig al eerder een band had opgericht die de naam Samhain droeg. Bovendien werd het album Riders of Doom voor de Noord-Amerikaanse markt voorzien van een andere titel, Satan's Gift, en een nieuwe cover, omdat de Verenigde Staten bedenkingen hadden geuit tegen de titel.
In de tijd dat het debuutalbum uitkwam, had de Thrashmetalbeweging in Duitsland veel aanhangers, waardoor de band al snel vaste voet aan de grond kreeg in de scene. Na op tour te zijn geweest met Possessed en Voivod was Deathrow een gevestigde naam naast bands als Kreator, Sodom, Destruction en Tankard. Het album werd gedraaid op verschillende universiteitsradiostations in de VS en behaalde hoge noteringen in verschillende hitlijsten, met name in Oost-Europa. Het tweede album, Raging Steel, kwam in 1987 uit, gevolgd door een tour met Tankard. Hierna verliet medeoprichter Thomes Priebe de band, en werd vervangen door de voorheen onbekende Uwe Osterlehner. Hij was verantwoordelijk voor de meer technische en progressieve benadering van het derde album, Deception Ignored, dat in 1989 werd gepubliceerd. Hoewel dit het meest succesvolle album was van Deathrow, ontstonden er door financiële problemen onenigheden met Noise Records, waarop de band een aanbod om een volgende album te maken weigerde.
In de tijd hierna werd het rustig rondom de band Deathrow. In 1992 kwamen ze terug met Life Beyond, geproduceerd door Andy Classen (Holy Moses), en deden een minitour met Psychotic Walts en verschenen op een festival in Spanje. Maar nadat het met de nieuwe platenmaatschappij tot juridische geschillen kwam, viel Deathrow uit elkaar.
Sven Flügge en Markus Hahn richtten in 1997 samen met vrienden een opnamestudio op, waar, naast alleen muziekopnames, ook de nasynchronisatie, animatie en achtergrondgeluiden van computerspellen werden gedaan. Zanger en bassist Milo verdiende geld onder een pseudoniem, met techno en reclamejingles, maar later kwam hij terecht in de computerbranche en hield hij zich bezig met het organiseren van concerten. Uwe Osterlehner keerde terug naar Augsburg, waar hij een opnamestudio opende en een deel van de tijd als sessiemuzikant werkte.
Wegens de nog steeds grote vraag naar de eerste twee lp's Riders of Doom en Raging Steel, besloot het Nederlandse label Displeased Records ongeveer twintig jaar na de eerste uitgave, de twee albums opnieuw uit te geven, welke als bonus de demo's van de band bevatten.

## Stijl
Deathrow speelde vrij snelle en rechtlijnige thrashmetal, typisch in Duitsland voor de tweede helft van de jaren 80. Door muziekjournalisten werd deze stijl ook wel 'Teutonen-thrash' genoemd. Ook al kreeg het eerste album zware kritiek te verduren wegens de slechte productie ervan, de band werd toch toen al een gevoel voor melodieuze gitaarharmonie toegeschreven, waaraan het de genregenoten uit dezelfde tijd ontbrak. De opvolger, Raging Steel, genoot een van de beste producties van de periode, en het tijdschrift Rock Hard noemde de band in een adem met het al veel succesvollere Tankard. Het album wordt zo nu en dan ook bestempeld als het hoogtepunt van de carrière van de band.
Met de vervanging van gitarist en oprichter Thomas Priebe door de nieuwe gitarist Uwe Osterlehner ging de band zich meer richten op progressieve elementen, waardoor het derde album, Deception Ignored, zijn opwachting maakte met deels erg uitvoerige stukken en complexe structuren. Ondanks dat de plaat sterk werd geproduceerd, kwamen delen van de nummers toch over alsof de complexiteit te geforceerd en opzettelijk was aangebracht. Deze kritiekpunten werden echter grotendeels uit de weg geruimd met het laatste album Life Beyond.

## Discografie
- Riders of Doom (1986, Noise Records)
- Raging Steel (1987, Noise Records)
- Deception Ignored (1989, Noise Records)
- Life Beyond (1992, West Virginia Records)

## Voetnoten
1. ↑  Eduardo Rivadavia, Biography. Allmusic. Geraadpleegd op 3 juli 2009.
2. 1 2 3 4 5  Marcus, DEATHROW. Carnage Webzine. Geraadpleegd op 2 juli 2009.
3. 1 2 3 4  Dávid László, DEATHROW. Voices from the Darkside. Gearchiveerd op 27 april 2015. Geraadpleegd op 2 juli 2009.
4. ↑  Blizzard, Deathrow (Deutschland) "Riders of Doom (Satan’s Gift)" CD. METALGLORY Magazine. Gearchiveerd op 5 maart 2016. Geraadpleegd op 3 juli 2009.
5. ↑  Holger Stratmann, Review zu „Riders of Doom“. RockHard Online. Geraadpleegd op 3 juli 2009.
6. ↑  Thomas Kupfer, Review zu „Raging Steel". RockHard Online. Geraadpleegd op 3 juli 2009.
7. ↑  Blizzard, Deathrow (Deutschland) "Raging Steel" CD. METALGLORY Magazine. Gearchiveerd op 9 juli 2009. Geraadpleegd op 3 juli 2009.
8. ↑  Thomas Kupfer, Review zu „Deception Ignored“. RockHard Online. Geraadpleegd op 3 juli 2009.